# Джеред Ворд
Джеред Ворд (англ. Jared Ward; нар. 9 вересня 1988) — американський легкоатлет, що спеціалізується з бігу на довгі дистанції. Переможець і призер національних і міжнародних спортивних змагань, олімпієць.

## Виступи на Олімпіадах
| Олімпіада           | Дисципліна       | Місце |
| ------------------- | ---------------- | ----- |
| Ріо-де-Жанейро 2016 | марафонський біг | 6     |